# جامعة كومازاوا
جامعة كومازاوا (باليابانية: 駒澤大學)، هي جامعة يابانية للتعليم العالي تهدف لتدريس الطلبة الجامعيين فيما يتعلق بالديانة البوذية والعلوم الطبيعية والرياضة، تقع مقرها في سيتاغايا التابعة للعاصمة اليابانية طوكيو، أسست سنة 1925م.

## وصلات خارجية
- الموقع الرسمي